# U-Bahnhof Vyšehrad

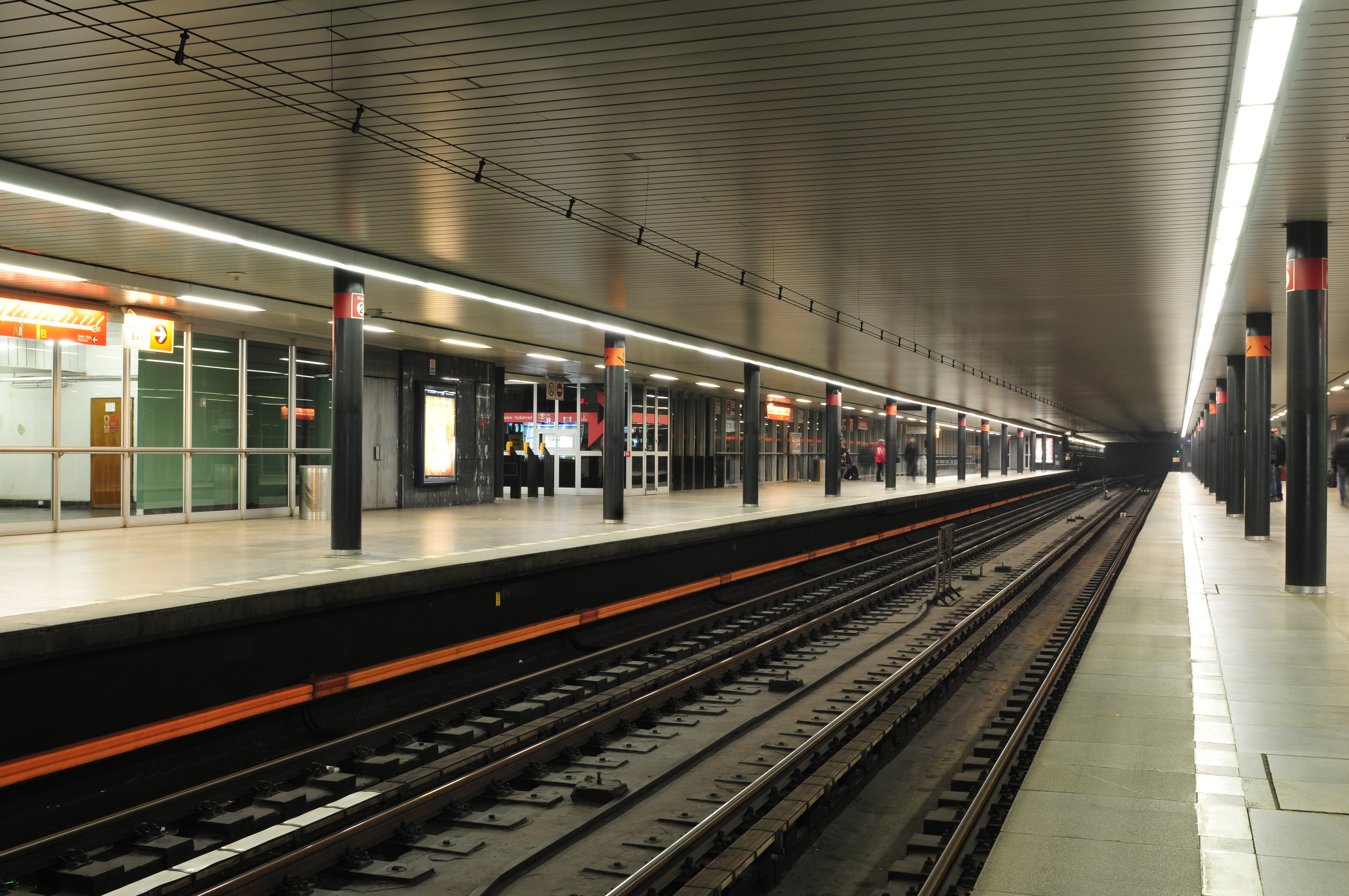
Station Vyšehrad

Der U-Bahnhof Vyšehrad ist eine Station der Prager Metrolinie C im Stadtteil Nusle. Der U-Bahnhof befindet sich direkt unterhalb des südlichen Endes der Straßen- und U-Bahnbrücke Nuselský most und ist nach der westlich gelegenen Burganlage Vyšehrad benannt.
Die Station wurde unter dem Namen Gottwaldova, nach dem kommunistischen Staatspräsidenten Klement Gottwald, am 9. Mai 1974 eröffnet. 1990 erhielt sie ihren heutigen Namen.
Aufgrund ihrer Lage unter einer Brücke hat die Station für die Prager Metro unübliche Seitenbahnsteige. Sie liegt auf Oberflächenniveau, ist jedoch nur in Richtung Háje vollständig barrierefrei zugänglich.